# 기쿠타니 아쓰시
기쿠타니 아쓰시(일본어: 菊谷 篤資, 1997년 6월 18일~)는 일본의 축구 선수이다.

## 구단 경력
그는 2021년 J3리그의 YSCC 요코하마에 입단했다. 2024년후 일본 풋볼 리그에 강등했다.